# スターピアくだまつ
スターピアくだまつは、山口県下松市にある多目的ホール。条例上の名称は下松市文化会館。

## 概要
1993年（平成5年）11月に開館。公益財団法人下松市文化振興財団が指定管理者として管理・運営を行っている。施設全体の名称は「下松市文化健康センター」で、同一施設内に下松市保健センターや下松市休日診療所、下松医師会も同居している。
ゆめタウン下松と隣接しており、駐車場もゆめタウン下松と共用。1階に連絡口が設けられており、立体駐車場からは東エレベーターを利用することで、店内を通らずに施設まで移動できる。

## 施設
- 大ホール
- 展示ホール
- リハーサル室
- 練習室
- 会議室1～5
- 和室1～2

## アクセス
- 自動車 山陽自動車道 徳山東ICから約10分
  - 駐車場 2,000台（ゆめタウン下松と共用）
- 徒歩 JR下松駅北口から15分
- バス JR「下松駅北口」バス停から徳山駅行乗車、「ゆめタウン下松東」バス停下車徒歩1分

## 周辺施設
- ゆめタウン下松
- 下松市役所